# Alpheus polyxo
Alpheus polyxo is een garnalensoort uit de familie van de Alpheidae. De wetenschappelijke naam van de soort is voor het eerst geldig gepubliceerd in 1909 door De Man.